# Reichenbach-Steegen
Reichenbach-Steegen är en kommun i Landkreis Kaiserslautern i förbundslandet Rheinland-Pfalz i Tyskland. Kommunen bildades 7 juni 1969 genom en sammanslagning av kommunerna Reichenbach och Steegen. Albersbach uppgick i kommunen 16 mars 1974 och Fockenberg-Limbach 24 juli 1976.
Kommunen ingår i kommunalförbundet Verbandsgemeinde Weilerbach tillsammans med ytterligare sju kommuner.